# The Time We Were Not in Love
The Time We Were Not in Love (tiếng Hàn: 너를 사랑한 시간; Romaja: Neoreul Saranghan Sigan; hoặc The Time I've Loved You; tạm dịch: Ngày đó, ta yêu nhau), là bộ phim truyền hình Hàn Quốc sản xuất năm 2015, phát sóng trên đài SBS vào các ngày thứ 7 và chủ nhật hàng tuần vào lúc 22:00, gồm 16 tập bắt đầu từ ngày 27 tháng 6 năm 2015.
Phim có sự tham gia diễn xuất của Ha Ji-won và Lee Jin-wook. Kịch bản bộ phim dựa trên tác phẩm Ngã ngã năng bất hội ái nhĩ (tiếng Trung: 我可能不會愛你; Có lẽ Anh Không Thể Yêu Em) của Từ Dự Đình.

## Cốt truyện
Oh Ha-na và Choi Won đều 34 tuổi. Ha-na là một MD của công ty có tiếng, còn Won là phó vụ phi hành đoàn. Cả hai vừa là hàng xóm, vừa là bạn học, vừa là bạn thân với nhau từ thời trung học. 17 năm tình bạn giữa hai người trải qua nhiều cột mốc đáng nhớ, nhưng giữa họ luôn có một khoảng cách, một điều gì đó ngăn cản, không để tình cảm của cả hai phát triển. Cho đến một ngày...

## Diễn viên

### Diễn viên chính
- Ha Ji-won vai Oh Ha-na
- Lee Jin-wook vai Choi Won

### Diễn viên phụ
- Yoon Kyun-sang vai Cha Seo-hoo
- Choo Soo-hyun vai Lee So-eun
- Shin Jung-geun vai Oh Jung-geun
- Seo Joo-hee vai Kim Soo-mi
- Lee Joo-seung vai Oh Dae-bok
- Jin Kyung vai Choi Mi-hyang
- Kim Rae-yeon vai Kang Na-young
- Choi Jung-won vai Joo Ho-joon
- Woo Hyun vai Byun Woo-shik
- Jang Sung-won vai Bong Woo-jin
- Seo Dong-gun vai Jang Dong-gun
- Hong In-young vai Hwang Bich-na
- Go Won-hee vai Yoon Min-ji
- Woo Hee vai Hong Eun-jung
- Kim Myung-soo vai Ki Sung-jae

## Nhạc phim
Part.1
- Tiêu đề: 우리가 사랑한 시간 (The Time We Were Not in Love)
- Trình bày: Kyuhyun
- Nhạc: ZigZag Note
- Lời: Choi Jae-woo, Kang Myung-shin, ZigZag Note
- Phối khí: ZigZag Note